# Хонобод
Хонобо́д (тадж. Хонобод) — село у складі Хатлонської області Таджикистану. Входить до складу Даханського джамоату Кулобського району.
Назва означає благоустроєний ханом.
Населення — 2785 осіб (2010; 2756 в 2009).